# Systemvetare
En systemvetare är titeln för en akademiker med examen inriktad mot systemvetenskap (kandidat, magister/master, doktor). Systemvetenskap handlar förenklat om kunskap kring utveckling och användning av IT-system för olika ändamål. En systemvetares yrkesroll handlar ofta om att fungera som systemutvecklare. 
Systemvetarens identitet förklaras ibland genom att jämföra med dataingenjörens. Likheten ligger i studieobjektet informationsteknik och att behovet av vissa kunskaper överlappar (t.ex. kunskap i datorprogrammering). Skillnaden ligger i intresset för sammanhanget. Om dataingenjörens fokus förenklat kan sägas vara den tekniska lösningen i sig, så kan systemvetarens fokus förklaras som samspelet mellan tekniken och människorna som skall använda den. 
Systemvetenskapens primära intellektuella tillhörighet benämns internationellt på engelska Information Systems, vilket kommer till uttryck i de dominerande konferenserna, tidskrifterna och internationella professionella organisationerna såsom AIS och IFIP TC 8. I Sverige förekommer ett antal olika benämningar, såsom informationssystem, systemvetenskap, informatik, och data- och systemvetenskap. Ämnesområdet har sina rötter i det ämne som tidigare benämndes Informationsbehandling, särskilt den administrativa databehandlingens metodik, vanligtvis förkortat som ADB.